# Mercury Monterey
Mercury Monterey — серия полноразмерных автомобилей, разработанных и выпускавшихся подразделением Mercury компании Ford с 1952 по 1974 год.
Впервые Monterey дебютировал в 1950 году в роли конкурента моделей Oldsmobile и Buick. Название Monterey автомобиль получил в честь залива Монтерей. Он был оснащён виниловой крышей, улучшенной обивкой и другими функциями.
Хардтоп был представлен в 1952 году. Во время производства Mercury Monterey предлагался в различных кузовах: купе, кабриолет, седан, хардтоп и универсал.

## История

### 1952—1954
Первый серийный вариант Mercury Monterey был представлен в 1952 году. По сравнению с прототипом 1950 года, автомобиль претерпел стилистические и технические изменения, например, площадь окон увеличилась на 18%. Элементы управления обогревателем и вентиляцией были заменены на рычаги и размещены на плоскости, установленной перпендикулярно приборной панели за рулевым колесом. В результате Mercury Monterey стал отдельной серией.
Розничная цена кабриолета составляла 2370 долларов США (27193 доллара 2023 года). Было предложено одиннадцать цветов кузова и семнадцать двухцветных цветовых комбинаций, а стандартный список оборудования включал обивку из сукна, полное ковровое покрытие и электронные часы, подсветку багажного отделения и хромированную окантовку окон. Дополнительное оборудование включало обогреватель и размораживатель лобового стекла, радио с антенной и противотуманные фары.
В 1953 году был представлен универсал с дополнительным внешним видом «woodie». В том же году кабриолет Siren Red Monterey стал сорокамиллионным автомобилем Ford.

В 1954 году был представлен вариант Monterey Sun Valley с органическим стеклом. Название Sun Valley автомобиль получил в честь Сан-Валли.
- 1952 Mercury Monterey Special Custom Convertible
- 1953 Mercury Monterey (купе)
- 1953 Mercury Monterey (седан)
- 1953 Mercury Monterey (универсал)
- 1954 Mercury Monterey Sun Valley

### 1955—1956
В 1955 году Mercury Monterey получил 4,8-литровый двигатель от Thunderbird, который развивает мощность 140 кВт (188 л. с.) в паре со стандартной трансмиссией или 198 кВт в паре с Merc-O-Matic. В автомобиле применялась независимая передняя подвеска с шаровым шарниром. Размеры тормозов были увеличены. В 1956 году опционально устанавливался 4-цилиндровый двигатель с двухкамерным карбюратором мощностью 190 кВт (260 л. с.). Четырёхдверный седан стоил 2400 долларов США (27297 долларов 2023 года). Всего было продано 70392 экземпляра.
Также начал устанавливаться двигатель объёмом 312 кубических дюймов и мощностью 175 кВт (235 л. с.). Все седаны претерпели внешнюю доработку: гербовая эмблема была заменена эмблемой «Big M». Боковая отделка была изменена на многоуровневую хромированную рамку во всю длину с двумя типами двухцветных комбинаций окраски, предлагающих традиционный подход к цвету крыши поверх другого цвета кузова, и «Flo-tone», когда крыша и нижняя часть кузова были окрашены в один цвет, а верхняя часть кузова — в другой. Всего было 31 двухцветная комбинация и 28 «однотонных» комбинаций.

Позднее было внесено несколько функциональных изменений, включая 12-вольтовую электрическую систему, которая позволила установить аксессуары с механическим приводом, включая кондиционер, стандартный двойной выпуск для улучшения характеристик двигателя и автоматическую систему самосмазывания (для рулевого управления и передней подвески). В то же время была добавлена система безопасности Ford Lifeguard; в стандартную комплектацию входило рулевое колесо с глубоким вырезом, а также защитные дверные замки, бескамерные шины и зеркало заднего вида с откидывающимся защитным стеклом. Отдельными опциями стали замки задних дверей для защиты детей, ремни безопасности и мягкая приборная панель. Объём двигателя V8 был увеличен с 292 до 312 кубических дюймов.
- 1955 Mercury Monterey
- 1956 Mercury Monterey
- 1956 Mercury Monterey
- 1956 Mercury Monterey
- Вид сзади

### 1957—1958
Mercury Monterey был переработан в 1957 году и стал значительно крупнее, благодаря эксклюзивной колесной базе 122 дюйма (3099 мм). Новая конструкция рамы позволила установить более низкий пол, из-за чего автомобиль выглядел ниже и длиннее. Особенности интерьера включали фиксатор спинки переднего сиденья, предохраняющий спинку переднего сиденья от расшатывания, новый дизайн безопасного рулевого колеса, новую магнитолу и передние сиденья с электроприводом. Двигатель 312 Ford Y-block прибавил в мощности 20 л. с., чтобы соответствовать дополнительному весу, а опциональным двигателем стал Lincoln Y-block V8 объёмом 6,0 л (368 кубических дюймов) и мощностью 220 кВт (290 л. с.). В начале 1957 года у Mercury Monterey было две фары, однако автомобили поздних выпусков стали оснащаться четырьмя фарами. Указатели поворота располагались в нише над фарами. Дополнительные указатели поворота над фарами оповещают водителя о работе фар.
В 1958 году появился новый двигатель — MEL V8 объемом 383 кубических дюйма (6,3 л). Одновременно появились многодисковые тормоза и трёхступенчатая автоматическая трансмиссия.

Изначально коробка передач управлялась с помощью кнопочных элементов «Keyboard Control». Клавиатура состояла из длинной кнопки с надписью «Drive», внизу которой было 4 кнопки поменьше с надписями «Brake», «Neutral Start» (для зажигания двигателя ключом), «Hill Control» и «Reverse». В автомобилях поздних выпусков кнопка «Drive» была разделена на режимы «Performance» и «Cruising» и переименована в «Multi-Drive». Под кнопками управления с надписью "Park" был предусмотрен отдельный двухтактный рычаг, который блокировал кнопки управления до тех пор, пока не была нажата кнопка парковки, чтобы освободить её. Панель управления была установлена слева от рулевого колеса. К 1959 году «управление с клавиатуры» было заменено рычагом переключения передач в рулевой колонке.
- 1957 Mercury Monterey Convertible
- 1957 Mercury Monterey
- 1957 Mercury Monterey
- 1958 Mercury Monterey

### 1959—1960
В 1959 году Mercury Monterey был увеличен в размерах, получив 126-дюймовую колёсную базу. Автомобиль предлагался в пяти вариантах кузова, включая двух- и четырёхдверные седаны с колоннами, двухдверный кабриолет и двух-/четырёхдверный хардтоп Cruiser. Последний получил заднее стекло сложной формы (стилизованное под фастбэк). Чтобы улучшить доступ в салон и обзорность водителя, переднюю подвеску сделали почти вертикальной.
На приборной панели были централизованно сгруппированы все приборы и органы управления вокруг рулевого колеса, в качестве опций предлагались климат-контроль в стиле термостата (кондиционер был дополнительной опцией), сиденье водителя с электроприводом и предустановленное предупреждение о превышении скорости. Эмблема «Big M» была заменена эмблемой Mercury на капоте; в салон был добавлен логотип «Mercury» с соответствующей надписью.
В базовой комплектации автомобиль оснащался двигателем V8 мощностью 210 л. с. и объёмом 312 кубических дюймов, который сочетался в паре с трёхступенчатой механической трансмиссией. Дополнительно устанавливался двигатель V8 объёмом 383 кубических дюйма и мощностью 280 л. с., который сочетался в паре с трёхступенчатой автоматической трансмиссией.

В 1960 году Mercury Monterey подвергся рестайлингу; наряду с визуально уменьшенной внешней отделкой (и задними плавниками) обновление приблизило его внешний вид к компактному седану Mercury Comet, который разделял платформу с Ford Galaxie. Фары были встроены в радиаторную решётку.
- 1959 Mercury Monterey
- 1960 Mercury Monterey Cruiser
- Шильдик

### 1961—1964
В 1961 году колёсная база Mercury Monterey была сокращена на 6 дюймов, ширина — на 2 дюйма, а длина — на 4 дюйма. Снаряжённая масса снизилась на 300 фунтов. При 120 дюймах колесная база Monterey была на 1 дюйм длиннее, чем у Galaxie.
Monterey выпускался в кузовах двух-/четырёхдверный хардтоп, четырёхдверный седан и двухдверный кабриолет. Разделяя линию крыши с Galaxie (за исключением фастбэка Starliner), Monterey отличался, в первую очередь, решёткой радиатора; вместо двух больших задних фонарей использовались шесть маленьких задних фонарей. Хотя Monterey был немного более украшен, чем его аналог Galaxie, он продолжал придерживаться более сдержанного стиля, почти полностью переместив хромированную отделку на переднюю и заднюю панели и линию крыши.
Вместе с Ford Galaxie Mercury Monterey снова стал оснащаться двигателем Y-block V8 объемом 292 кубических дюйма (175 л. с.). Опционально устанавливался двигатель FE V8 объёмом 352—390 кубических дюймов. По-прежнему двигатели сочетались в паре с трёхступенчатой механической или автоматической трансмиссией, а опционально устанавливалась четырёхступенчатая механическая.
В 1962 году был представлен Monterey 6 с рядным шестицилиндровым двигателем объёмом 223 кубических дюйма и мощностью 135 л. с. Стилисты добавили выпуклую радиаторную решётку; задние фонари были добавлены к концам задних крыльев. Также предлагался двигатель V8 объёмом 406 кубических дюймов и мощностью 405 л. с.
В 1963 году Monterey претерпел существенные изменения в линии крыши, вновь представив убирающееся заднее окно Breezeway. Радиаторная решётка приобрела резко разделённый вогнутый дизайн. В первой половине 1963 года в качестве комплектации Monterey был представлен Marauder. Чтобы лучше конкурировать в гонках, кузов Monterey был соединён с кузовом хардтопа Ford Galaxie. Линейка двигателей подверглась пересмотру: из моторной гаммы были убраны двигатели 223 V6, 292 и 352 V8. Стандартными двигателями стали 390 мощностью 250—300 л. с., а также версии 406 V8 мощностью 385—405 л. с. Чуть позже двигатель объёмом 406 кубических дюймов был заменён двигателем V8 объемом 427 кубических дюймов мощностью 410 и 425 л.с. (последний вариант предлагался только по специальному заказу).

К 1964 году у Mercury Monterey передняя панель стала идентична Ford Thunderbird: с более выпуклой формой и плотно прилегающим передним бампером.
- 1962 Mercury Monterey Custom
- 1961 Mercury Monterey
- 1962 Mercury Monterey
- Вид сзади
- 1962 Mercury Monterey (интерьер)
- 1963 Mercury Monterey
- 1963 Monterey
- Заднее окно Breezeway
- 1964 Mercury Monterey Marauder

### 1965—1968
В 1965 году гамма автомобилей Mercury была вновь переработана, и базовая комплектация Monterey снова стала выпускаться в кузове седан. Колёсная база была увеличена до 123 дюймов, что на 3 дюйма длиннее, чем у Ford Galaxie. Задняя подвеска лишилась листовых рессор в пользу подвижной задней оси с пружинным приводом. 
Множество элементов дизайна было перенято у Lincoln Continental. Вместо вертикально расположенных фар были установлены четыре горизонтально расположенные фары; решётка радиатора была стилизована под Continental с прямыми передними крыльями. Задняя панель так же была стилизована под Continental (добавлены две линзы заднего фонаря на бампере); остатки задних крыльев были удалены. Автомобиль предлагался в кузовах двух- и четырёхдверный седан (включая заднее окно Breezeway), двух- и четырёхдверные хардтопы и двухдверный кабриолет.
Стандартным двигателем являлся 390 V8 мощностью 250 л. с., а опциональными — Super мощностью 300 л. с. и Interceptor мощностью 330 л. с. Также в моторную гамму входил двигатель V8 объёмом 427 кубических дюймов и мощностью 425 л. с.
В 1966 году Monterey претерпел некоторые незначительные изменения в стиле. Были переработаны задние фонари (сняты нижние линзы с бампера), добавлены хромированные накладки; были переработаны вентиляционные отверстия на боковых передних крыльях. Двухдверные хардтопы получили новую линию крыши с более тонкими С-образными стойками. Линейка двигателей претерпела множество изменений, так как мощность двигателя объёмом 390 кубических дюймов была увеличена до 265 л. с. (275 с автоматом); версии Super и Interceptor были извлечены из моторной гаммы и заменены на V8 объёмом 410 кубических дюймов (эксклюзивно для Mercury) и мощностью 330 л. с. От двигателя 427 V8 отказались, и был представлен двигатель объёмом 428 кубических дюймов и мощностью 345 л. с. в качестве самого мощного двигателя.
В 1967 году линия крыши четырехдверных седанов претерпела незначительные изменения, приняв более формальный профиль С-образной стойки; крыша с обратным наклоном была снята с производства (дополнительное убирающееся заднее стекло оставалось доступным, используя стандартную линию крыши). В третий раз были переработаны задние фонари, простиравшиеся от верхней части крыла до нижней части бампера.

В 1968 году передняя панель подверглась незначительному рестайлингу, снова по образцу Lincoln Continental. Вместе с увеличенными линзами габаритных фонарей были удалены вентиляционные отверстия на переднем крыле. Двигатель 410 V8 был снят с производства. Вместо него в моторную гамму входили двигатели объёмом 390—428 кубических дюймов и мощностью 280—340 л. с.
- 1965 Mercury Monterey
- 1966 Mercury Monterey
- Вид сзади
- 1967 Mercury Monterey
- 1967 Mercury Monterey
- 1968 Mercury Monterey

### 1969—1974
В 1969 году модельный ряд Mercury претерпел значительные изменения. Дебютировало совершенно новое шасси; седаны базировались на 124-дюймовой колёсной базе, универсалы Monterey использовали 121-дюймовую колёсную базу (наряду с универсалами Ford и седанами). После расширения Marquis до полного модельного ряда Monterey был модельным рядом базовой комплектации, предлагавшимся в виде двухдверного хардтопа, двухдверного кабриолета, четырёхдверного седана и четырёхдверного хардтопа. В 1970 году радиаторная решётка была пересмотрена, и были введены более широкие задние фонари, чтобы лучше отличать Monterey от его аналогов Ford.
В 1971 году модельный ряд полноразмерных автомобилей Mercury претерпел внешний рестайлинг. Сохранив общую с Ford линию крыши, Monterey перенял элементы дизайна, аналогичные более крупному Lincoln Continental, включая широкоугольную решётку радиатора и задние фонари. В ходе серьёзных изменений Ford и Mercury представили «бесколонные хардтопы», используя бескаркасные дверные стекла как на хардтопах, так и на четырёхдверных седанах; выпуск вентиляционных окон был прекращён. Переработанные дверные ручки больше не выступали наружу; юбки заднего крыла были стандартизированы на всех полноразмерных седанах Mercury, за исключением базовой комплектации Monterey. Производство кабриолетов Monterey и Marquis было прекращено в 1971 году, в результате чего Cougar стал единственным кабриолетом Mercury.
В 1972 году Monterey претерпел незначительные внешние изменения, заменив горизонтальную решётку радиатора во всю ширину на дизайн в стиле гофры для яиц. В соответствии с федеральными правилами были введены зуммеры, предупреждающие о пристёгивании ремней безопасности на передних сиденьях. Впервые в стандартную комплектацию вошла автоматическая коробка передач, а также усилитель рулевого управления и тормозов.
В 1973 году модельный ряд полноразмерных автомобилей Mercury претерпел внешнюю модернизацию, адаптировавшись к введению «федеральных бамперов со скоростью 5 миль в час». Наряду с немного более угловатым дизайном Monterey адаптировал большую часть передней панели Ford Galaxie, отличающейся, в основном, решёткой радиатора в форме яйца по центру, а также опциональными подкрылками. К окончанию производства были изменены решётка радиатора и отделка фар.

К 1974 году производство Mercury Monterey было прекращено, и модельный ряд полноразмерных автомобилей Mercury был объединён вплоть до Marquis.
- 1969 Mercury Monterey
- Вид сзади
- 1971 Mercury Monterey
- Вид сзади
- 1972 Mercury Monterey
- 1972 Mercury Monterey
- 1972 Mercury Monterey Custom
- 1973 Mercury Monterey
- 1974 Mercury Monterey
- Вид сзади
- Интерьер
- Заднее сиденье

#### Двигатели
До 1971 года последнее поколение Mercury Monterey оснащалось двигателями объёмом 390 кубических дюймов. В разное время автомобиль оснащался двигателями 351 Windsor и Cleveland V8 объёмом 6,6 л (400 кубических дюймов). 429 V8, который был стандартным для Marquis с 1969 года, был доступен в качестве дополнительной опции на всех моделях Monterey каждый год, включая двухствольную версию мощностью 320 л. с. и четырёхствольную версию мощностью 360 л. с. (с 1969 по 1971 год). В 1972 году на смену пришёл двигатель мощностью 209 л. с., который был разработан для работы на обычном бензине с низким содержанием свинца или неэтилированном, как это было со всеми двигателями Ford Motor Company, начиная с 1972 модельного года. С 1973 по 1974 год в моторную гамму входили двухствольные двигатели 351 Windsor (Monterey) и 400 Cleveland (Monterey Custom). В 1973 году 429 V8 был снят с производства, а 460 V8 от Lincoln Continental устанавливался на Mercury Monterey до окончания производства.

## Monterey в Канаде
Продажи Mercury Monterey в Канаде осуществлялись до 1963 года.